# Sachatamia albomaculata
Sachatamia albomaculata  es una especie de anfibio anuro de la familia de las ranas de cristal (Centrolenidae). Se distribuye por Colombia, Costa Rica, Honduras, Nicaragua, Ecuador y Panamá, habitando en arroyos desde el nivel del mar hasta los 1500 m de altitud. 